# Dudu Cearense
Dudu Cearense (Fortaleza, 1983. április 15. –) brazil válogatott labdarúgó.
A brazil válogatott tagjaként részt vett a 2004-es Copa Americán.

## Statisztika
| Brazil válogatott | Brazil válogatott | Brazil válogatott |
| Időszak           | Mérk.             | gól               |
| ----------------- | ----------------- | ----------------- |
| 2004              | 4                 | 0                 |
| 2005              | 0                 | 0                 |
| 2006              | 5                 | 0                 |
| 2007              | 2                 | 0                 |
| Összesen          | 11                | 0                 |